# Jean-Jacques Milteau
 (août 2017).
Si vous disposez d'ouvrages ou d'articles de référence ou si vous connaissez des sites web de qualité traitant du thème abordé ici, merci de compléter l'article en donnant les références utiles à sa vérifiabilité et en les liant à la section « Notes et références ».
Jean-Jacques Milteau, né le 17 avril 1950 à Paris, est un harmoniciste français.

## Biographie
Il découvre l'harmonica dans les années 1960 en écoutant des artistes de la mouvance folk et rock (Bob Dylan, les Rolling Stones). Un voyage aux États-Unis lui permet de se confronter au blues américain, et il se lance véritablement dans sa carrière musicale vers la fin des années 1970. Il obtient alors une première reconnaissance comme instrumentiste accompagnateur, jouant pour de nombreux artistes, principalement français : Yves Montand, Eddy Mitchell, Jean-Jacques Goldman, Maxime Le Forestier, Barbara, Charles Aznavour, Bill Deraime, Renaud. Sa curiosité l'incite à aborder des styles différents, allant du blues au jazz comme Stevie Wonder à ses débuts, en passant même par le musette (Albert Raisner), et d'autres formes de musiques populaires.
En novembre 1974, il enregistre avec le groupe "New Bluegrass Connection" l'album L'Herbe Bleue, publié par Le Chant du Monde en 1975 et dont il a composé plusieurs titres. Il y donne, déjà, toute la mesure de son talent d'harmoniciste. Dans la foulée, il enregistre pour le Chant du Monde un "spécial instrumental harmonica" remarquable sur lequel figure une très belle version du standard bluegrass "Orange Blossom Special" ainsi que des compositions personnelles. Il y est accompagné par ses amis de "New Bluegrass Connection" (qui deviendra "Connection" tout court par la suite pour l'album "Correspondance").
En 1989, il sort une compilation de ses premiers albums au Chant du Monde, Blues Harp, et mène depuis une carrière personnelle, enchaînant de nombreuses tournées (accompagné de Manu Galvin à la guitare). Il écrit également des méthodes d'apprentissage de l'harmonica et s'investit en même temps dans la radio, notamment sur TSF Jazz où il anime depuis 2001 l'émission hebdomadaire « Bon temps rouler », consacrée à la musique blues. Cette émission est  également diffusée par Jazz Radio.
En 1990, lors d’une masterclass au château de Monteton, il rencontre Greg Szlapczynski, qui deviendra Greg Zlap auprès de Johnny Hallyday. Ils fonderont ensemble le Marine Band Club, hébergé au légendaire club Utopia.
Suivent d'autres albums comme Explorer (1re Victoire de la musique), Routes ou Bastille Blues qui font valoir sa virtuosité et son éclectisme.
C'est en 1992 qu'il rejoint la troupe des Enfoirés qui, chaque année, réalise un spectacle afin de venir en aide aux plus démunis en soutenant l'action de l'association des Restaurants du cœur, fondée par Coluche. Jean Jacques Milteau aura l'occasion de participer plusieurs fois à ce spectacle, notamment aux côtés de Patricia Kaas et de Fredericks, Goldman, Jones en 1992, pour Regarde les riches, sur la scène de l'Opéra Garnier, et de Paul Personne, Eddy Mitchell et Renaud en 1994, pour La route de Memphis au Grand Rex.
Le 11 avril 2000, dans "Surpris par la nuit", France-Culture lui consacre une émission produite par Catherine Soullard.
Un virage s'amorce en 2001 : l'album Memphis, enregistré avec de grands musiciens de blues américain sous la direction du producteur Sébastian Danchin, lui permet d'obtenir une récompense aux Victoires de la musique (meilleur album blues). Cet album et les suivants sont marqués par plusieurs points communs :
- dominante blues/soul désormais quasi-exclusive,
- mélange de compositions originales et de reprises de standards,
- enregistrements et productions aux États-Unis,
- intégration voire mise en avant, ponctuelle ou récurrente, de musiciens et chanteurs blues américains, connus ou moins connus: Mighty Sam McLain et Little Milton dans Memphis, Terry Callier, N'Dambi ainsi que Gil Scott-Heron dans Blue 3rd, Michelle Shocked et Demi Evans dans Fragile ainsi que Live, hot n'blues pour cette dernière,
- rôle important pris par le pianiste/organiste Benoit Sourisse dans la direction musicale et les arrangements, complétant le noyau dur harmonica-guitare de Jean-Jacques Milteau et Manu Galvin,
- équilibre dans la part donnée aux différents instruments (guitare, clavier, cuivres)

En 2003, il reçoit le Grand Prix du Jazz de la Sacem et les Victoires du jazz dans la catégorie Album blues de l'année pour Blue 3rd.
Il tourne avec Mighty Mo Rodgers et abondamment avec Demi Evans (Festival de la Côte d'Opale en novembre 2006, Marciac, Vienne à plusieurs reprises ...).
Avec Manu Galvin, ils joueront dans plus de soixante pays , que ce soit simplement en duo, en trio ou en plus grande formation. Depuis 2008  ils se produisent fréquemment avec deux chanteurs noirs américains : Michael Robinson et Ron Smyth. À cette occasion J.-J. Milteau cosigne certains titres de leurs deux albums communs : Soul Conversation (2008) et Consideration (2011).
En 2011, il adapte avec le comédien Xavier Simonin, le roman l'Or de Blaise Cendrars pour le théâtre. La pièce se jouera plus de 200 fois dont deux programmations au Festival d'Avignon en 2013 et 2015.
De 2010 à 2013, il assure la présidence des Victoires du Jazz.
En 2012, il réalise l'album Distance pour l'artiste germano-nîmois Mathis Haug.
En janvier 2013, il est élu Président du Conseil d'Administration de l'ADAMI (Administration des Droits des Artistes et Musiciens Interprètes).
Au début de la même année, il tourne en compagnie du bluesman Joe Louis Walker.
En 2013 également, il participe au projet pédagogique en ligne imusic-school, en proposant un cours d'harmonica blues débutant. À partir de 2013, il partage la scène avec le pianiste de jazz Édouard Bineau, en alternance avec le groupe de blues londonien 24 Pesos.
Il est également l'invité du chanteur/guitariste Eric Bibb sur plusieurs spectacles et enregistrements, notamment Leadbelly's Gold en hommage au fameux songster.
En juillet 2014, il est promu officier des Arts et des Lettres.
En 2017, il se joint à Eric Bibb et à Michael Jerome Brown pour produire l'album Migration Blues, nommé aux Grammy 2018.
Il joue en mai 2017 au Musée du Quai Branly, en compagnie du violoncelliste Vincent Ségal et du chanteur Harrison Kennedy (en), dans une nouvelle formule intitulée « Crossborder Blues ». Un album de la même formation et portant ce titre sort en septembre 2018 chez Naïve le-blues-est-il-multicolore.
Le 7 juillet 2018, il monte sur scène lors de la performance de Éric Séva au festival du Jazz de Paris pour accompagner Harrison Kennedy.
En 2019, Jean-Jacques Milteau est intronisé au Blues Of Fame Français aux côtés de Cisco Herzhaft, Bill Deraime et Paul Personne.
En 2020, il collabore de nouveau avec Xavier Simonin pour adapter au théâtre le roman de John Steinbeck Les Raisins de la colère. La pièce ne peut se jouer avant l’été 2021 mais commence une carrière prometteuse au festival d’Avignon qui se poursuit sur une centaine de représentations en tournée. 
En avril 2021, J.J. Milteau sort un album intitulé Lost Highway dédié à Hank Williams sur lequel se côtoient le chanteur Carlton Moody et J.Y.Lozac’h à la pedal steel guitar. La formule est depuis en tournée.
En décembre 2022 : J.J.Milteau est l’invité d’honneur de la grande soirée TSF « You And The Night And The Music » à la salle Pleyel.
En 2024 sa longue collaboration radiophonique avec le clavieriste Johan Dalgaard débouche sur la production commune d’un album intitulé « Key to the Highway », avec pour invités les chanteurs Harrison Kennedy,  Carlton Moody, Michael Robinson et le danois Mike Andersen.
En février 2025 l’Académie Charles Cros, lui décerne un prix « In Honorem » pour l’ensemble de sa carrière. 

## Discographie

### Disques solos et en commun
- 1973 : Special Instrumental
- 1975 : L'herbe bleue, avec son groupe New Bluegrass Connection
- 1976 : Correspondance avec le groupe Connection
- 1979 : Blues Harp/J.J. Milteau & Mojjo
- 1983 : Just Kiddin' avec Mauro Serri
- 1989 : Blues Harp
- 1991 : Explorer
- 1992 : Le Grand Blues Band et J.J. Milteau
- 1993 : Live
- 1995 : Routes
- 1996 : Merci d'être venus (EMI)

1. ... merci d'être venus / Jean-Jacques Milteau
2. Sarbacane avec Francis Cabrel.
3. Bille de verre avec Maxime Le Forestier
4. ... et bailler, et dormir avec Charles Aznavour
5. Lonely crowd avec Didier Lockwood
6. J'irai quand même avec Florent Pagny
7. Lèche-botte blues avec Eddy Mitchell
8. Quand j'rentre le soir avec Richard Bohringer
9. Beale street avec Jean-Yves D'Angelo
10. Les Fourmis rouges avec Michel Jonasz
11. Les Don Juan avec Claude Nougaro
12. Big Walter avec Manu Galvin
13. Willie & Leadbelly avec Patrick Verbeke

- 1998 : Blues live
- 1999 : Bastille blues
- 2000 : Honky Tonk blues (live)
- 2001 : Memphis avec Little Milton, Mighty Mo Rodgers et Mighty Sam McClain
- 2003 : Blue 3rd avec Gil Scott-Heron, Terry Callier, N’Dambi, Howard Johnson…
- 2005 : Pacific Blue (Live in Australia, NZ & NC), avec Manu Galvin et Demi Evans (Le Souffle du Blues)
- 2006 : Fragile avec Michelle Shocked et Demi Evans
- 2007 : Live, hot n'blue (Universal) avec Demi Evans et Andrew Jones
- 2008 : Soul conversation (Dixiefrog)

1. Wooosh (2:23)
2. Rock'n'roll will never die (4:00)
3. Is this the way (4:33)
4. It's so real (3:28)
5. Hole in the wall (Burgers n' Blues) (2:28)
6. You can't always get what you want (5:08)
7. You never know (3:32)
8. Summer moments (4:39)
9. Tchoupitoula (3:23)
10. People get ready (3:14)
11. Long time gone (4:51)
12. Down in the Mississippi (4:26)
13. Beaumont Lafayette (2:49)
14. Will you come (4:50)

- 2011 : Consideration Galvin, Milteau, Robinson & Smyth (chez Columbia)
- 2015 : Lead Belly's Gold avec Eric Bibb (Dixiefrog)
- 2017 : Migrations Blues avec Eric Bibb et Michael Jerome Brown
- 2018 : CrossBorder Blues avec Harrison Kennedy & Vincent Ségal (Naïve)
- 2021 : Lost Highway
- 2024 : Key to the Highway

### Anthologies
- 2005 : Inspirations (1 & 2)
- 2006 : Bon temps rouler
- 2009 : Harmonicas (double cd) Dixiefrog
- 2012 : Blowin' in the past (double cd) Le chant du monde

### Divers
- 1981 : musique de Houston Texas, documentaire de François Reichenbach
- 1997 : Léo découvre le Blues (musique Milteau et Manu Galvin) texte de Christine Mulard et Patrick Raynal, dit par Richard Bohringer (Éd. Le Chant du Monde) illustré par Jean-Michel Nicollet
- 2000 : Manques pas d'air ! Éd. Musique et santé. Distribution SPARADRAP / Musique et Santé. Disque réalisé au profit des actions menées par les associations « SPARADRAP »  et « Musique et Santé » pour l'amélioration de l'accueil des enfants malades et hospitalisés.
- Depuis 2011 : Plus de 200 représentations au théâtre de L'Or, d’après Blaise Cendrars ; en collaboration avec Xavier Simonin, metteur en scène et interprète. Jean-Jacques Milteau est à la direction musicale et interprète. Collaboration artistique de Jean-Paul Tribout.
- En 2019 : J.J.Milteau conçoit le décor musical de l’adaptation pour le théâtre du roman de John Steinbeck « Les Raisins de la colère » mis en scène et interprétée par Xavier Simonin.
- le 25 juin 2022 Ferté Jazz Festival dans les groove sessions, il rend hommage à Paul Butterfield en compagnie du collectif SAME PLAYER SHOOT AGAIN,

## Décorations
- Officier de l'ordre des Arts et des Lettres. Il est promu au grade d’officier, le 9 juillet 2014[7].

## Référence
1. ↑  https://www.discogs.com/fr/New-Bluegrass-Connection-LHerbe-Bleue/release/4101335
2. ↑  la-famille-musicale-de-jean-jacques-milteau
3. ↑  « Cours d'harmonica blues avec Jean-Jacques Milteau | imusic-school », sur imusic school (consulté le 24 juin 2020)
4. ↑  spectacle-cross-border-blues-au-quai-branly
5. ↑  https://www.ericseva.com/wp-content/uploads/2018/12/revue-de-presse-eric-seva-body-and-blues.pdf
6. ↑  « France Blues » Blues Hall Of Fame Français », sur franceblues.com (consulté le 30 septembre 2024)
7. ↑  Arrêté du 9 juillet 2014 portant nomination et promotion dans l'ordre des Arts et des Lettres